# Laura Paganini
Pas d'image ? Cliquez ici

a Compétitions nationales et continentales officielles uniquement.

b Matchs officiels uniquement.
Laura Paganini, née le 24 février 1999 à Rho (Italie), est une joueuse internationale italienne de rugby à XV. Elle joue au poste de demi d'ouverture au CUS Milan. 

## Biographie
Née le 24 février 1999, elle commence la pratique du rugby à XV avec le club de Parabiago où jouait son père. À l'âge de 16 ans, elle part une saison au Hartpury College (en), l'établissement scolaire lié au club de Gloucester-Hartpury.
Elle connaît sa première sélection en équipe d'Italie le 16 novembre 2019 contre le Japon à L'Aquila (17-17). Elle est à l'époque considérée comme un grand espoir du rugby féminin italien, au même titre que sa conscrite et coéquipière Giulia Cavina. Mais après trois capes, elle n'est plus appelée, même si elle représente toujours son pays dans les compétitions de rugby à sept.